# I'm Only a Man
Albums de Emery
The Question
(2005) While Broken Hearts Prevail
(2008)
I'm Only a Man est le troisième album du groupe Emery.

## Réalisation
Emery commence à jouer quelques chansons de l'album I'm Only a Man pendant la tournée en compagnie d'underØATH durant l'été 2007 :
- 29 juillet 2007, The Party Song ;
- 16 août 2007, Rock-N-Rule ;
- 17 septembre 2007, After the Devil Beats His Wife ;
- 24 septembre 2007, Don't Bore Us, Get to the Chorus ;

Quatre jours plus tard, l'album était entièrement disponible sur internet.

## Changement de style
Le style d'Emery évolue plus entre cet album et le précédent qu'entre les deux premiers. Le son d'I'm Only a Man est plus accessible et moins agressif que dans les premiers albums.
En raison du départ du bassiste Joel Green, le guitariste Matt Carter décide de continuer la composition avec des parties guitare beaucoup plus simples, et de compter dorénavant plus sur les parties de basse et de clavier.

## Liste des titres
1. Rock-N-Rule – 3:38
2. The Party Song – 3:31
3. World Away – 3:38
4. After the Devil Beats His Wife – 4:31
5. Can't Stop the Killer – 3:32
6. Story About a Man with a Bad Heart – 3:28
7. Don't Bore Us, Get to the Chorus – 3:33
8. What Makes a Man a Man – 4:24
9. The Movie Song – 3:09
10. You Think You're Nickel Slick (But I Got Your Penny Change) – 3:45
11. From Crib to Coffin – 10:44

### Chansons bonus sur l'édition spéciale de l'album
1. Don't Bore Us, Get to the Chorus (Acoustic/Live) – 3:34
2. Listening to Freddie Mercury (Acoustic/Live) – 3:13
3. The Ponytail Parades (Acoustic/Live) – 4:23
4. As Your Voice Fades (Acoustic/Live) – 4:14
5. What Makes a Man a Man (Acoustic/Live) – 4:33

### Chanson bonus « iTunes»
1. Whoa! Man – 3:15

## Sources
1. ↑  (en) Amy Kelly, « Matt Carter of Emery: 'If It Doesn't Need Guitar, Don't Put It In'  », Ultimate Guitar, 8 janvier 2008 (consulté le 23 octobre 2008)